# NGC 1372
NGC 1372 est une galaxie elliptique relativement éloignée et située dans la constellation de l'Éridan. NGC 1372 a été découverte par l'astronome américain Francis Leavenworth en 1784.

## Caractéristiques
Sa vitesse par rapport au fond diffus cosmologique est de 9 099 ± 27 km/s, ce qui correspond à une distance de Hubble de 134,2 ± 9,4 Mpc (∼438 millions d'al).